# Verneuil-sur-Seine
Verneuil-sur-Seine – miejscowość i gmina we Francji, w regionie Île-de-France, w departamencie Yvelines. Przez miejscowość przepływa Sekwana. 
Według danych na rok 1990 gminę zamieszkiwało 12 499 osób, a gęstość zaludnienia wynosiła 1325 osób/km² (wśród 1287 gmin regionu Île-de-France Verneuil-sur-Seine plasuje się na 209. miejscu pod względem liczby ludności, natomiast pod względem powierzchni na miejscu 407.).
W pobliżu znajduje się stacja kolejowa Vernouillet-Verneuil. 